# Super Campionat d'Espanya de Ral·lis

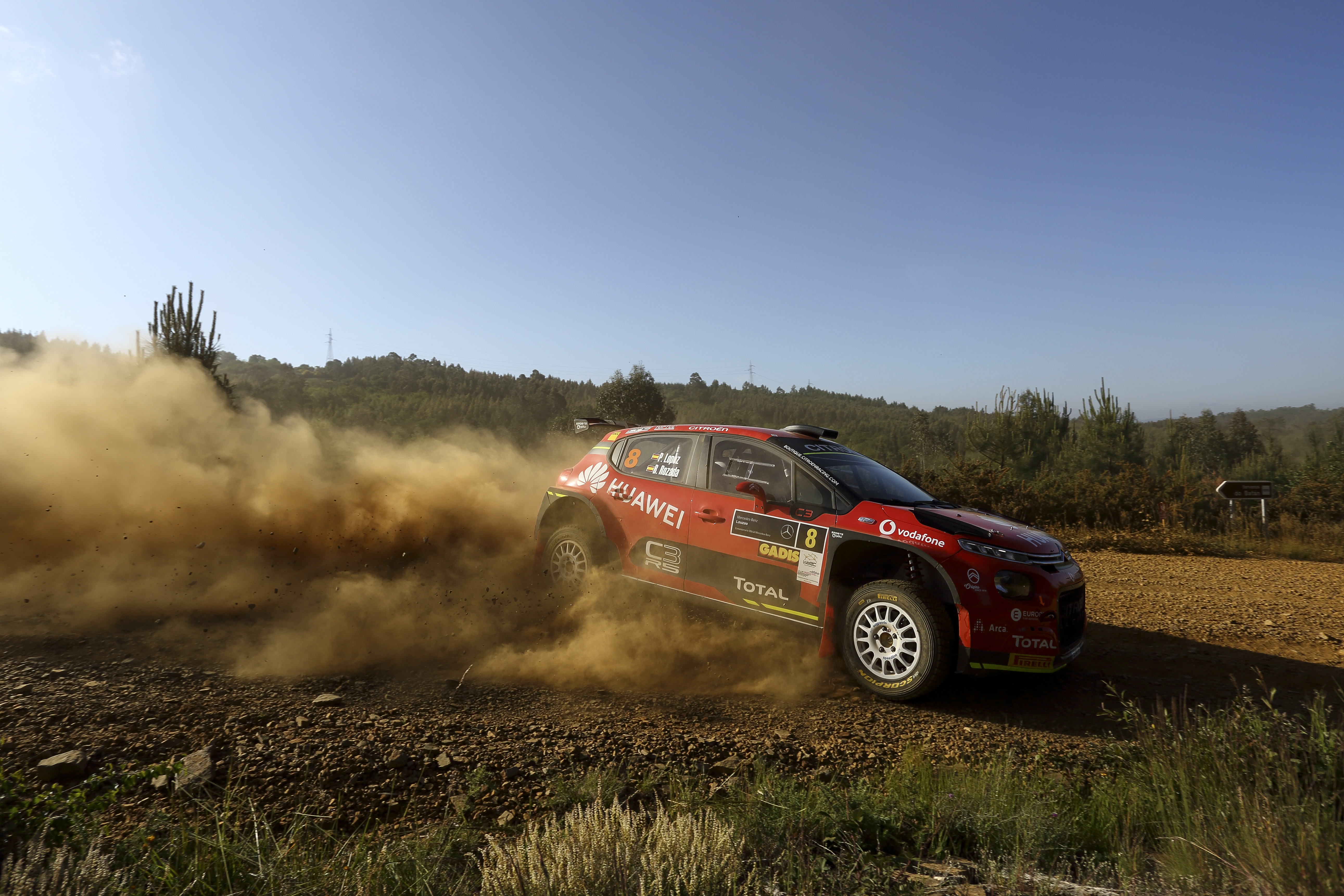
Imatge del Ral·li Terra da Auga de 2019, puntuable pel campionat.

El Super Campionat d'Espanya de Ral·lis (S-CER) és un campionat de ral·li d'àmbit nacional que es disputa a Espanya des de l'any 2019 on es combinen proves sobre superfície d'asfalt (puntuables pel CERA) i proves sobre superfície de terra (puntuables pel CERT).
Va néixer per inicativa de la Reial Federació Espanyola d'Automobilisme i originalment consta amb quatre proves sobre cada superfície.

## Proves
Al llarg de les diferents edicions del campionat han format part d'aquest els següents ral·lis. El Rallyshow de Madrid és la única prova que forma part del certamen sense ser puntuable.
- Ral·li Terres Altes de Llorca (2019-2024)
- Ral·li de les Illes Canàries (2019-2021, 2023-2024)
- Ral·li Terra da Auga (2019-2021)
- Ral·li d'Ourense (2019, 2021-2024)
- Ral·li Princesa d'Astúries (2019, 2021-2024)
- Ral·li Comunitat de Madrid / Rallyshow de Madrid (2019, 2021-2023)
- Ral·li de terra Ciutat de Granada (2019)
- Ral·li de terra Ciutat d'Astorga (2019)
- Ral·li de Ferrol (2020-2021)
- Ral·li de terra de Madrid (2020-2021)
- Ral·li de la Nucía / Mediterrani (2020-2023)
- Ral·li de Sierra Morena (2021-2024)
- Ral·li Vila d'Adeje (2021-2022)
- Ral·li Vila de Llanes (2021-2024)
- Ral·li Ciutat de Pozoblanco (2021-2024)
- Ral·li Regne de Lleó (2021)
- Ral·li de Catalunya (2023-2024)
- Ral·li Rías Baixas (2024)

## Palmarès
| Any  | Pilot               | Copilot          | Vehicle                |       |
| ---- | ------------------- | ---------------- | ---------------------- | ----- |
| 2019 | Pepe López          | Borja Rozada     | Citroën C3 R5          |       |
| 2020 | Pepe López          | Borja Rozada     | Citroën C3 R5          | [ 2 ] |
| 2021 | José Antonio Suárez | Alberto Iglesias | Škoda Fabia R5         | [ 3 ] |
| 2022 | Pepe López          | Borja Rozada     | Hyundai i20 N Rally2   | [ 4 ] |
| 2023 | José Antonio Suárez | Alberto Iglesias | Škoda Fabia RS Rally2  | [ 5 ] |
| 2024 | Alejandro Cachón    | Borja Rozada     | Toyota GR Yaris Rally2 | [ 6 ] |